# Ständige Wissenschaftliche Kommission der Kultusministerkonferenz
Die Ständige Wissenschaftliche Kommission (SWK) ist ein wissenschaftliches Gremium der deutschen Kultusministerkonferenz, um die Bundesländer bei der Gestaltung des Bildungswesens zu beraten. Ihr gehören 16 Bildungsforscher unterschiedlicher Disziplinen an. Eine Geschäftsstelle am Sitz der Kultusministerkonferenz in Bonn unterstützt die Kommission.

## Aufgaben
Die Kommission soll auf der Grundlage des aktuellen wissenschaftlichen Erkenntnisstandes bestehende Probleme im Bildungswesen identifizieren und Handlungsempfehlungen aussprechen, insbesondere im Hinblick auf die generelle Qualität sowie die Vergleichbarkeit des Bildungswesens. Grundlage bilden die Erkenntnisse des Bildungsmonitorings und der Bildungsberichte sowie der generellen Bildungsforschung.
Arbeitsgrundlage der Kommission ist die von der Kultusministerkonferenz am 15. Oktober 2020 beschlossene Verwaltungsvereinbarung zur Einrichtung der Kommission. Demzufolge soll die Kommission in ihrer Arbeit eine interdisziplinäre, längerfristige und systemische Perspektive einnehmen. Sie kann darüber hinaus Anhörungen mit Experten und Vertretern aus Politik, Verwaltung, Bildungspraxis sowie Zivilgesellschaft durchführen. Das Arbeitsprogramm wird im Einvernehmen mit der Kultusministerkonferenz festgelegt, wobei Vorschläge sowohl aus der Kommission sowie aus der Kultusministerkonferenz kommen können. In ihrer inhaltlichen Arbeit soll die Kommission jedoch wissenschaftlich unabhängig arbeiten.

## Stellungnahmen und Empfehlungen
Erste Stellungnahmen betrafen 2021 das Programm Pandemiebedingte Lernrückstände aufholen und die Bildung in der digitalen Welt. Im September 2022 forderte die Kommission ein Pflichtunterrichtsfach Informatik und mehr digitale Bildung in der Lehrerausbildung sowie den Prüfungen.
Angesichts der Leistungsrückstände deutscher Grundschüler nach der 4. Klasse empfahl die Kommission im Dezember 2022 ein Maßnahmenbündel, vor allem eine Erhöhung der Deutsch- und Mathematikstunden sowie eine bessere Pflichtfortbildung der Lehrer. Hinzu sollen bereits in der Kita vorbereitende Inhalte gelernt werden.
Am 27. Januar 2023 empfahl die Kommission Maßnahmen gegen den Lehrermangel: bspw. Weiterarbeit von Ruheständlern, Verringerung von Teilzeitarbeit, Verlagerung von Lehrern in andere Schulformen, Vergrößerung von Lerngruppen, mehr Freiarbeit in der Oberstufe.
Am 7. Dezember 2023 stellte die Kommission ihr Gutachten zur Lehrerbildung vor mit Empfehlungen vom Studium über den Vorbereitungsdienst und den Berufseinstieg bis hin zur Fort- und Weiterbildung. Diese sind u. a. eine Werbekampagne für den Lehrerberuf, Teilzeitmodelle für Studium und Vorbereitungsdienst, eine bessere Abstimmung zwischen beiden bis zum phasenübergreifenden Curriculum sowie eine Verkürzung des Vorbereitungsdienstes auf 12 von bisher 18 (oder 24) Monaten. Angesichts des Lehrermangels wird für Quereinsteiger ein gesondertes Ein-Fach-Masterstudium empfohlen.
Am 11. Juli 2024 stellte die Kommission ihr Gutachten zu Demokratiebildung als Auftrag der Schule – Bedeutung des historischen und politischen Fachunterrichts sowie Aufgabe aller Fächer und der Schulentwicklung vor. Gefordert werden ein durchgehender Politik- und Geschichtsunterricht in allen Jahrgängen mit dem Ziel der Demokratiebildung. Da kein Vertreter dieser Fachdidaktiken im Gremium vertreten ist, sind Monika Oberle für Politikdidaktik und Nicola Brauch für Geschichtsdidaktik hinzugezogen worden.
Am 8. April 2025 stellte die Kommission ihr Gutachten zu Kompetenzen für den erfolgreichen Übergang von der Sekundarstufe I in die berufliche Ausbildung sichern vor. Sie untersucht die Fächer Deutsch und Mathematik, Naturwissenschaften und Englisch; überfachliche Kompetenzen in den Bereichen Digital Literacy, Selbstreguliertes Lernen und Identitätsentwicklung sowie Berufsorientierung und geht ausführlich auf den Übergangssektor ein. Sie rät dazu, die unverzichtbaren funktionalen Kompetenzen am Ende der Sekundarstufe I und damit verbunden die Ausarbeitung der dafür notwendigen Voraussetzungen beispielsweise in Form basaler Kompetenzen klar zu definieren und in den Lehrplänen und Prüfungen zu verankern. Die Kompetenzstände sollen regelmäßig überprüft, Schüler im unteren Leistungsbereich durch klug vorstrukturierte, unterrichtsintegrierte und additive Förderangebote erreicht werden.

## Kritik
An der Zusammensetzung der Kommission wird kritisiert, dass alle Experten aus Westdeutschland kommen und aus Ostdeutschland niemand vertreten ist. Der im Dezember 2023 gemachte Vorschlag zur Erhöhung der Unterrichtsstunden und Einschränkung der Teilzeitbeschäftigung von Lehrern stieß auf Widerstand.

## Geschichte
Die Kultusministerkonferenz beschloss am 15. Oktober 2020 die Einrichtung der Ständigen Wissenschaftlichen Kommission mit einer Verwaltungsvereinbarung, die nach der Unterzeichnung aller Kultusminister der Länder daraufhin am 11. Februar 2021 in Kraft trat. Die Sinnhaftigkeit des Gremiums war zuvor zwischen den Ländern umstritten; insbesondere die auf Wahrung ihrer bildungspolitischen Eigenständigkeit bedachten großen Länder Bayern, Baden-Württemberg und Nordrhein-Westfalen bezweifelten diese lange Zeit. Die im Koalitionsvertrag der Großen Koalition auf Bundesebene aus dem Jahr 2018 vorgesehene Einrichtung eines Nationalen Bildungsrats wurde noch 2019 vom bayerischen Ministerpräsidenten und CSU-Vorsitzenden Markus Söder mit der Begründung abgesagt, er befürchte eine indirekt beabsichtigte Verschlechterung des bayerischen Bildungsniveaus. Dieser Widerstand stieß in der Öffentlichkeit auf Unverständnis.
Die Einrichtung der Kommission erfolgte befristet für die Dauer von sechs Jahren bis 2027. Nach vier Jahren soll eine Evaluation ihrer Arbeit stattfinden, auf deren Basis über die Fortsetzung entschieden werden soll.  Mit der Auswahl der Mitglieder wurde eine Findungskommission beauftragt, der Manfred Prenzel vorstand, Bildungsforscher und ehemaliger Vorsitzender des Wissenschaftsrats. Mitglieder waren die Lernforscherin Elsbeth Stern (ETH Zürich), der Wirtschaftspädagoge Dieter Euler (Universität St. Gallen), die ehemalige BMBF-Staatssekretärin Cornelia Quennet-Thielen (CDU) und der Hamburger Ex-Staatsrat Michael Voges (SPD).

## Mitglieder
Die SWK besteht aus 16 Personen: zwölf berufenen und vier weiteren Mitgliedern. Die KMK hat sie auf Vorschlag einer unabhängigen Findungskommission für die Dauer von drei Jahren berufen. Zu den beiden Vorsitzenden wurden gewählt:
- Olaf Köller, Geschäftsführender wissenschaftlicher Direktor des IPN Leibniz-Institut für die Pädagogik der Naturwissenschaften und Mathematik, Christian-Albrechts-Universität zu Kiel
- Felicitas Thiel, Professorin für Schulpädagogik und Schulentwicklungsforschung, Freie Universität Berlin

Weitere berufene Mitglieder:
- Isabell van Ackeren-Mindl, Professorin für Bildungssystem- und Schulentwicklungsforschung, Universität Duisburg-Essen
- Yvonne Anders, Professorin für frühkindliche Bildung und Erziehung, Universität Bamberg
- Ulrike Cress, Direktorin des IWM und Leiterin der Arbeitsgruppe Wissenskonstruktion IWM – Leibniz-Institut für Wissensmedien, Eberhard Karls Universität Tübingen
- Claudia Diehl, Professorin für Mikrosoziologie, Universität Konstanz
- Thilo Kleickmann, Leiter der Abteilung Schulpädagogik, Christian-Albrechts-Universität zu Kiel
- Michael Krelle, Fachdidaktik Deutsch, TU Chemnitz
- Birgit Lütje-Klose, Professorin für Schulische Inklusion und sonderpädagogische Professionalität, Universität Bielefeld
- Susanne Prediger, Professorin für Mathematikdidaktik und fachbezogene Professionalisierungsforschung, Technische Universität Dortmund; IPN – Leibniz-Institut für die Pädagogik der Naturwissenschaften und Mathematik
- Susan Seeber, Professorin für Wirtschaftspädagogik und Personalentwicklung, Georg-August-Universität Göttingen
- Birgit Ziegler, Professorin für Berufspädagogik und Berufsbildungsforschung, Technische Universität Darmstadt

Ständige Mitglieder:
- Petra Stanat, Wissenschaftlicher Vorstand Institut zur Qualitätsentwicklung im Bildungswesen (IQB), Humboldt-Universität Berlin
- Christian Reintjes, Vorsitzender Wissenschaftlicher Beirat der Steuerungsgruppe „Feststellung der Leistungsfähigkeit des Bildungswesens im internationalen Vergleich“ Universität Osnabrück
- Kai Maaz, Sprecher Autorengruppe Bildungsberichterstattung, DIPF – Leibniz-Institut für Bildungsforschung und Information
- Samuel Greiff, Vorstandsvorsitzender Zentrum für internationale Bildungsvergleichsstudien (ZIB): Technische Universität München

Ehemalige Mitglieder:
- Harm Kuper, Ex-Vorsitzender im wissenschaftlichen Beirat der Steuerungsgruppe „Feststellung der Leistungsfähigkeit des Bildungswesens im internationalen Vergleich“, FU Berlin
- Doris Lewalter, Ex-Vorstandsvorsitzende Zentrum für internationale Bildungsvergleichsstudien (ZIB), Technische Universität München
- Michael Becker-Mrotzek, Professor em. für deutsche Sprache und ihre Didaktik, Universität zu Köln

## Einzelbelege
1. ↑  Pandemiebedingte Lernrückstände aufholen: Stellungnahme der Ständigen wissenschaftlichen Kommission der KMK. In: ipn.uni-kiel.de. 11. Juni 2021, abgerufen am 12. Dezember 2021.
2. ↑  Bildung in der digitalen Welt: Stellungnahme der Ständigen wissenschaftlichen Kommission der KMK. In: ipn.uni-kiel.de. 7. Oktober 2021, abgerufen am 12. Dezember 2021.
3. ↑  Miriam Olbrisch: (S+) Digitalisierung an Schulen: Was die Ständige Wissenschaftliche Kommission empfiehlt. In: Der Spiegel. 19. September 2022, ISSN 2195-1349 (spiegel.de [abgerufen am 20. September 2022]).
4. ↑  n-tv NACHRICHTEN: Experten sehen "alarmierende" Zustände an Grundschulen. Abgerufen am 9. Dezember 2022.
5. ↑  Redaktion: KMK-Kommission sagt 20 Jahre Lehrermangel voraus – sie empfiehlt: Mehrarbeit für Lehrkräfte, Hybridunterricht, größere Klassen. In: News4teachers. 27. Januar 2023, abgerufen am 27. Januar 2023 (deutsch).
6. 1 2  Alexander Brand: SWK-Wissenschaftler legen Gutachten zur Lehrerbildung vor. In: Das Deutsche Schulportal. Abgerufen am 10. Dezember 2023.
7. 1 2  Alexander Brand: Brauchen Seiteneinsteiger ein eigenes Masterstudium? In: Das Deutsche Schulportal. Abgerufen am 12. März 2024.
8. ↑  Demokratiebildung als Auftrag der Schule – Bedeutung des historischen und politischen Fachunterrichts sowie Aufgabe aller Fächer und der Schulentwicklung. Abgerufen am 11. Juli 2024.
9. ↑  Gutachten Kompetenzen für den erfolgreichen Übergang von der Sekundarstufe I in die berufliche Ausbildung sichern. Abgerufen am 9. April 2025.
10. ↑  Lukas Daubner und Burkhard Jungkamp: Der Nationale Bildungsrat - Ziele, Kompetenzen und Ausgestaltung. Friedrich-Ebert-Stiftung, 2018, abgerufen am 11. Dezember 2021.
11. ↑  Der Rat der 16. In: jmwiarda.de. 5. Mai 2021, abgerufen am 11. Dezember 2021 (deutsch).